# نقطة العصب في الرقبة
نقطة العصب في الرقبة، والمعروفة أيضًا باسم نقطة إرب هي موقع في الجذع العلوي للضفيرة العضدية الواقعة على ارتفاع 2-3 سم فوق الترقوة. سميت باسم ويلهلم هينريتش إرب، وأيضًا هناك ستة أنواع من الأعصاب التي تلتقي في هذه المرحلة.
"نقطة إرب" هي أيضًا مصطلح يستخدم في جراحة الرأس والرقبة لوصف النقطة الموجودة على الحدود الخلفية للعضلة القصية الترقوية الخشائية حيث الفروع السطحية الأربعة للضفيرة العنقية واللاتي هن: الأعصاب الأذنية الأكبر، والأعصاب القذالية الأصغر، والأعصاب المستعرضة العنقية، وأعصاب فوق الترقوة، يخرجون من خلف العضلة. تقع هذه النقطة تقريبًا عند تقاطع الثلثين العلوي والأوسط من هذه العضلة. ومن هذه النقطة يمر العصب الإضافي عبر المثلث الخلفي للرقبة للدخول إلى الحد الأمامي للعضلة شبه المنحرفة عند نقطة تقع تقريبًا عند تقاطع الثلثين الأوسط والسفلي من الحد الأمامي لهذه العضلة. يمكن العثور على العصب الإضافي الشوكي على إرتفاع 1 سم فوق نقطة إرب.

## هيكل (بنية)

### تلاقي الأعصاب
تتشكل نقطة إرب من خلال اتحاد عصب صدري وحشي 5 و6 جذور الأعصاب، والتي تتلاقى في وقت لاحق. في الجذع العصبي، ودمج أيضًا فروع الأعصاب فوق الكتف والعصب إلى تحت الترقوة. ينقسم العصب المدمج إلى الانقسام الأمامي والخلفي من عصب صدري وحشي5 و6.

## أهمية سريرية
عادة ما تحدث إصابة في نقطة إرب عند الولادة أو من السقوط على الكتف. جذور الأعصاب طبيعيًا تصيب عادة عصب صدري وحشي5 و6. تشمل الأعراض شلل العضلة ذات الرأسين، والعضدية، والغرابية (من خلال العصب العضلي الجلدي)؛ العضدية (من خلال العصب الكعبري)؛ والدالية (من خلال العصب الإبطي). التأثير يسمى "شلل إرب". عادة، تتدلى ذراع الشخص المصاب على الجانب مع دوران اليد وسطيًا، مثل بورتر في انتظار بقشيش؛ ومن هنا جاء الإسم العامي"يد بقشيش بورتر".

## روابط خارجية
- صور تشريحية:24:st-0600 في مركز داونستيت الطبي التابع لجامعة نيويورك